# Book of Love (album)
Book of Love è il primo ed eponimo album in studio del gruppo musicale statunitense Book of Love, pubblicato nel 1986.

## Tracce
- Side 1

1. Modigliani (Lost In Your Eyes) – 4:01 (J. Lee/S. Ottaviano/T. Ottaviano)
2. You Make Me Feel So Good – 4:02 (S. Ottaviano/T. Ottaviano)
3. Still Angry – 3:23 (S. Ottaviano/T. Ottaviano)
4. White Lies – 3:53 (S. Ottaviano/T. Ottaviano)
5. Lost Souls – 4:52 (Theodore Ottaviano)
6. Late Show – 3:38 (J. Lee/T. Ottaviano)

- Side 2

1. I Touch Roses – 3:26 (Theodore Ottaviano)
2. Yellow Sky – 4:44 (S. Ottaviano/T. Ottaviano)
3. Boy – 2:59 (Theodore Ottaviano)
4. Happy Day – 2:32 (S. Ottaviano/T. Ottaviano)
5. Die Matrosen – 3:06 (Klaudia Schiff/Marlene Marder)
6. Book of Love – 4:35 (Theodore Ottaviano)

## Formazione
- Susan Ottaviano – voce
- Jade Lee – tastiera, percussioni, cori
- Lauren Roselli – tastiera, cori
- Ted Ottaviano – tastiera, piano, campane tubolari, melodica, cori